# Thyridanthrax
Thyridanthrax is een vliegengeslacht uit de familie van de wolzwevers (Bombyliidae). De wetenschappelijke naam werd gepubliceerd in 1886 door Osten Sacken. 

## Soorten
De enige Nederlandse soort is Thyridanthrax fenestratus (Fallen, 1814) – Vensterrouwzwever 
Andere soorten zijn:
- T. alphonsi Sanchez Terron & Roldan Bravo, 2000
- T. andrewsi (Hall, 1970)
- T. atrata (Coquillett, 1887)
- T. elegans (Wiedemann in Meigen, 1820)
- T. fenestratoides (Coquillett, 1892)
- T. hispanus (Loew, 1869)
- T. incanus (Klug, 1832)
- T. indigenus (Becker, 1908)
- T. insularis Baez, 1991
- T. lotus (Loew, 1869)
- T. loustaui Andreu Rubio, 1961
- T. luminis (Hall, 1970)
- T. melanoptera (Hall, 1975)
- T. melasoma (Wulp, 1882)
- T. mutilus (Loew, 1869)
- T. nebulosus (Dufour, 1852)
- T. nugator (Coquillett, 1887)
- T. obliteratus (Loew, 1869)
- T. pallida (Coquillett, 1887)
- T. perspicillaris (Loew, 1869)
- T. pertusa (Loew, 1869)
- T. polyphemus (Wiedemann in Meigen, 1820)
- T. selene (Osten Sacken, 1886)